# Brixmölle
De Brixmölle (ook molen van G. Mentink) is een voormalige korenmolen in de Overijsselse plaats Boskamp.
De stellingmolen, een achtkante bovenkruier, werd in 1849 gebouwd. Van 1849 tot 1931 heeft de molen dienstgedaan als korenmolen. In 1931 werd de molen onttakeld. De wieken werden verwijderd evenals de houten opbouw. Wat overbleef was een stenen toren. Daarna deed het gebouw dienst als bedrijfsgebouw van een maalderij en als silo. Het bouwwerk werd in de loop der tijd uitgebreid met diverse aanbouwsels. Na 1989 kreeg het gebouw een woonbestemming. De machines werden verwijderd. Het gebouw werd voorzien van ramen en verdiepingen. Sinds 2009 is een deel van het gebouw ingericht als kantoorruimte.
De molen c.q. het gebouw ontleent zijn naam aan de plaats en havezate Boskamp, vroeger ook wel Brikskamp genoemd.

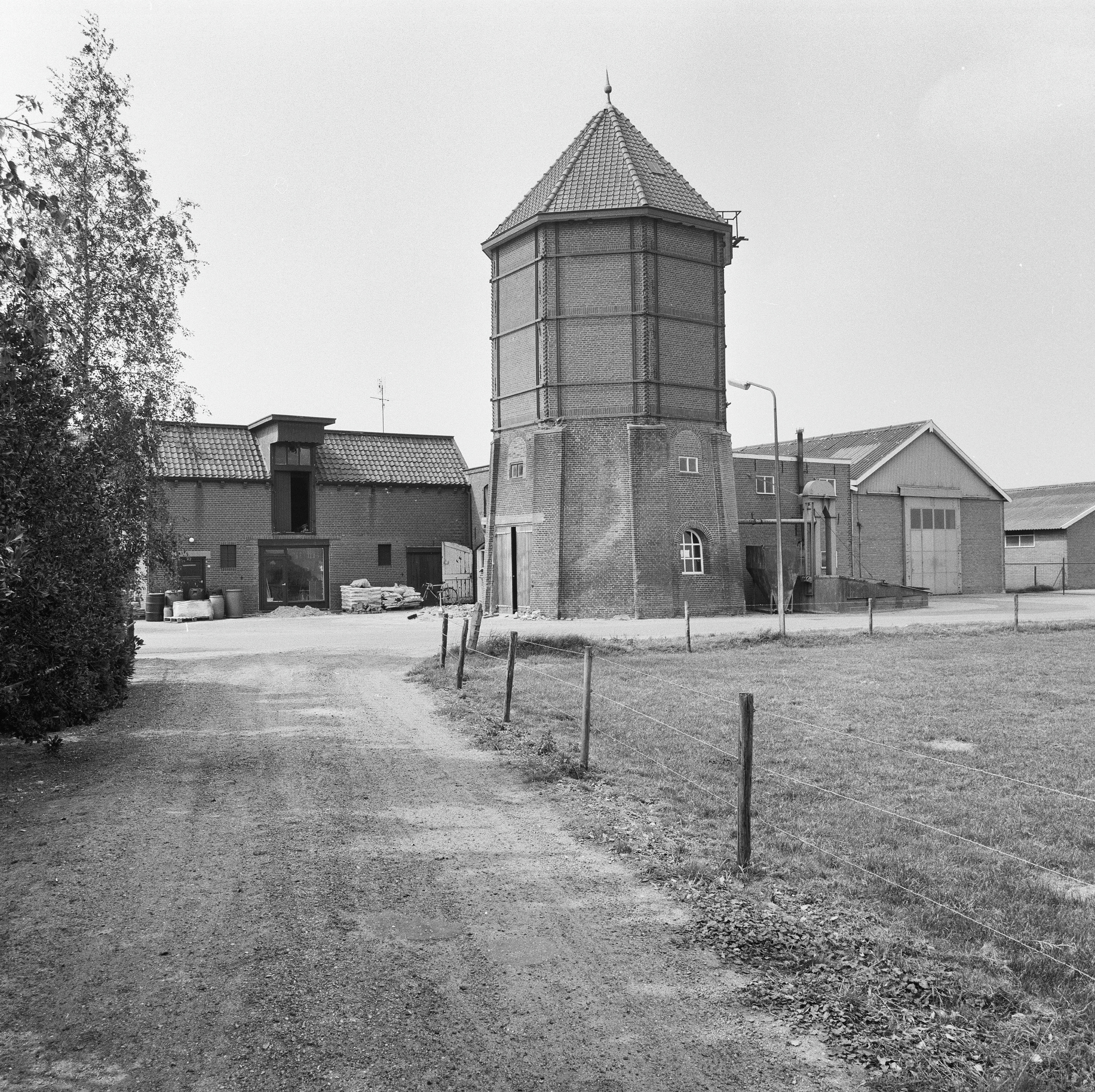
De Brixmölle in 1989 voor de ombouw tot woning